# 曹氏家祠
曹氏家祠，位于山东省济宁市嘉祥县梁宝寺镇曹垓村、曹庄曹北村，是中华人民共和国山东省文物保护单位之一。
2006年12月7日，授予山东省文物保护单位，是一座古建筑。